# Trockau
Trockau (oberfränkisch: Trucka)  ist ein Gemeindeteil der Stadt Pegnitz im Landkreis Bayreuth (Oberfranken, Bayern). Die Gemarkung Trockau hat eine Fläche von 3,830 km². Sie ist in 810 Flurstücke aufgeteilt, die eine durchschnittliche Flurstücksfläche von 4728,76 m² haben. In ihr liegen neben dem namensgebenden Ort die Gemeindeteile Hedelmühle, Herrenmühle, Vestenmühle und Ziegelhütte. Vor der Gebietsreform der 1970er war Trockau eine selbständige Marktgemeinde.

## Lage
Das Pfarrdorf liegt am Ostabhang der Fränkischen Schweiz. Im Norden kreuzt die Staatsstraße 2184 die A9 mit der Anschlussstelle AS 43 Trockau. Sie führt an der Herrenmühle vorbei nach Vorderkleebach (1,7 km nordwestlich) bzw. an der Unter- und Oberhöhlmühle vorbei nach Lindenhardt (3 km östlich). Eine Gemeindeverbindungsstraße führt nach Bodendorf (1,5 km südlich). Durch den Ort verläuft der Fränkische Marienweg.

## Geschichte
1273 wurde ein „Wernher de Trogav“ urkundlich erwähnt. Dies ist zugleich die erste schriftliche Erwähnung der Burg und des Ortes. Besitzer ist die Familie Groß von Trockau. Die Burg wurde seit Mitte des 15. Jahrhunderts mehrmals zerstört. In dem Burgareal wurde von 1769 bis 1779 das Schloss Trockau errichtet.
Mit dem Gemeindeedikt (frühes 19. Jahrhundert) wurde der Steuerdistrikt Trockau gebildet, zu dem Hedelmühle, Herrenmühle, Vestenmühle und Ziegelhütte gehörten. Zugleich entstand die Ruralgemeinde Trockau, die deckungsgleich mit dem Steuerdistrikt war. Sie unterstand in Verwaltung und Gerichtsbarkeit dem Landgericht Pottenstein. In der freiwilligen Gerichtsbarkeit war das Patrimonialgericht Trockau zuständig. Im Rahmen der Gebietsreform in Bayern wurde die Gemeinde am 1. Mai 1978 in die Stadt Pegnitz eingegliedert.

## Baudenkmäler
- Das Schloss Trockau wurde in seiner heutigen Form 1769–1779 erbaut. Die an einen Befestigungsturm der ehemaligen Burg Trockau angebaute Schlosskapelle war bis zum Bau der Kirche 1950 auch die Kapelle für die Bevölkerung des Ortes. Das Schlossgelände befindet sich im Privatbesitz der Familie Groß von Trockau und kann nicht besichtigt werden.
- Die römisch-katholische Pfarrkirche wurde von den Bewohnern Trockaus 1950 erbaut und ist dem heiligen Thomas von Aquin geweiht. Im Jahre 2010 wurde sie zur 38. Autobahnkirche in Deutschland erhoben.

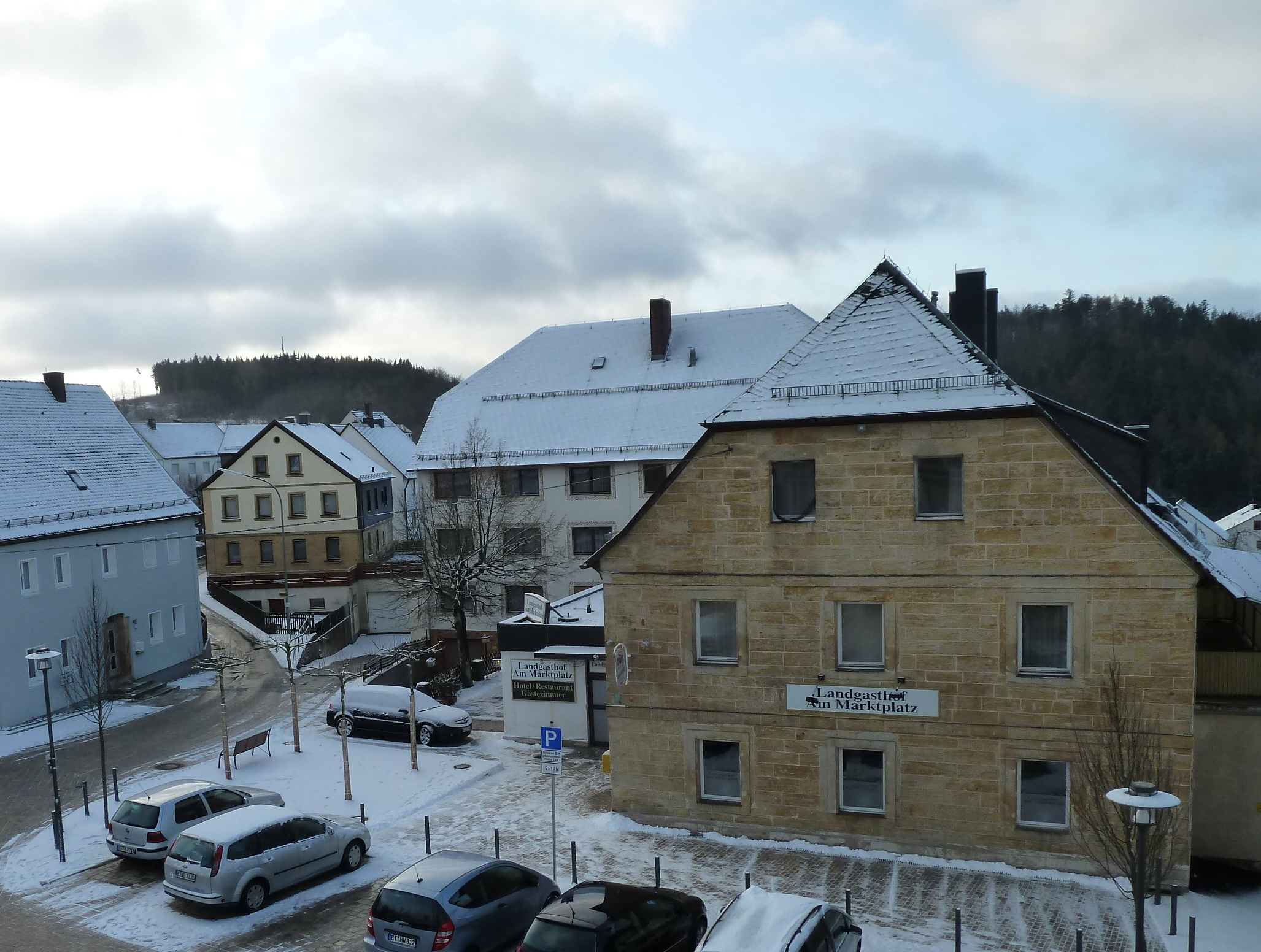
Marktplatz (2012)
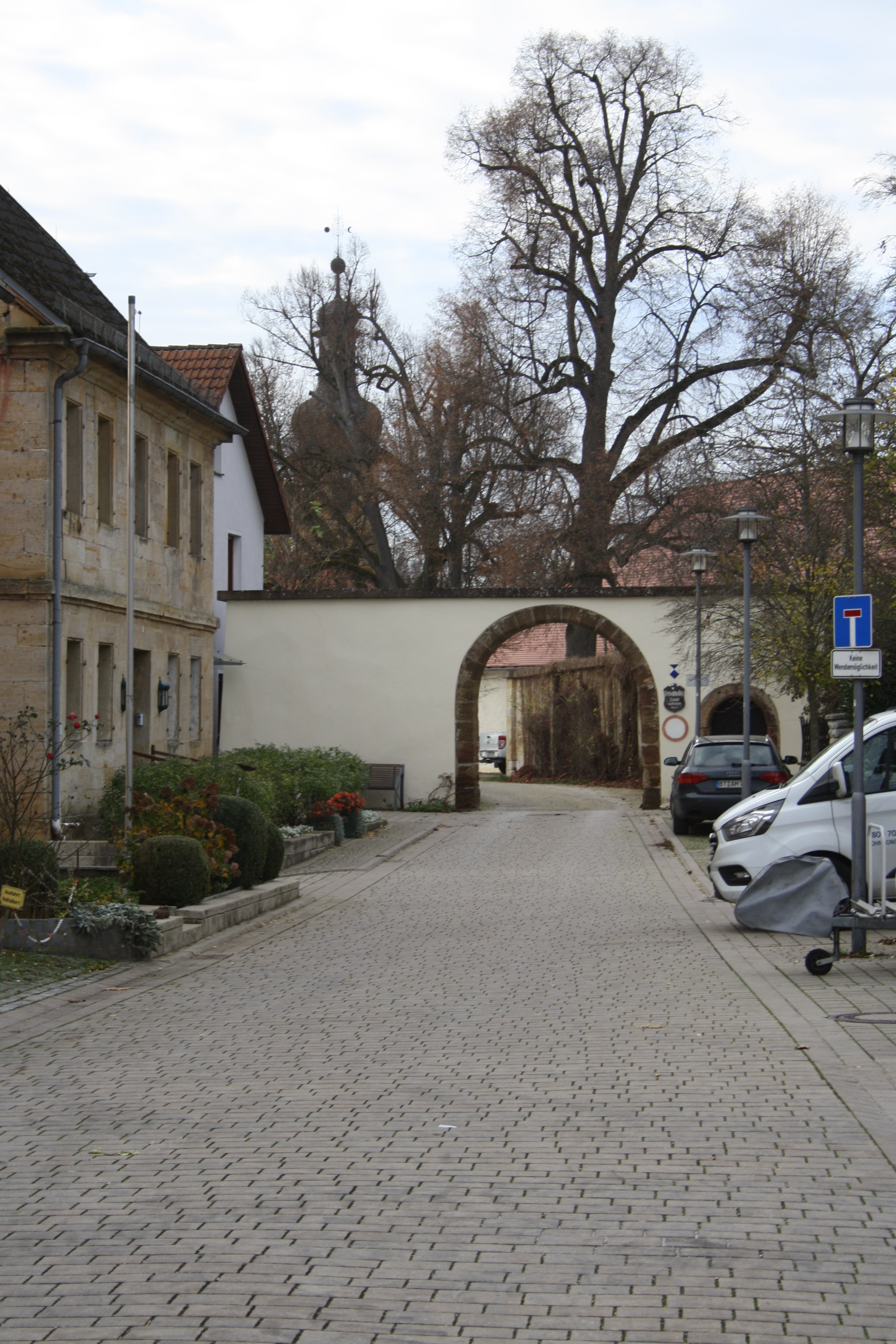
Tor zum Schlossgelände am Ende des Marktplatzes (2022)
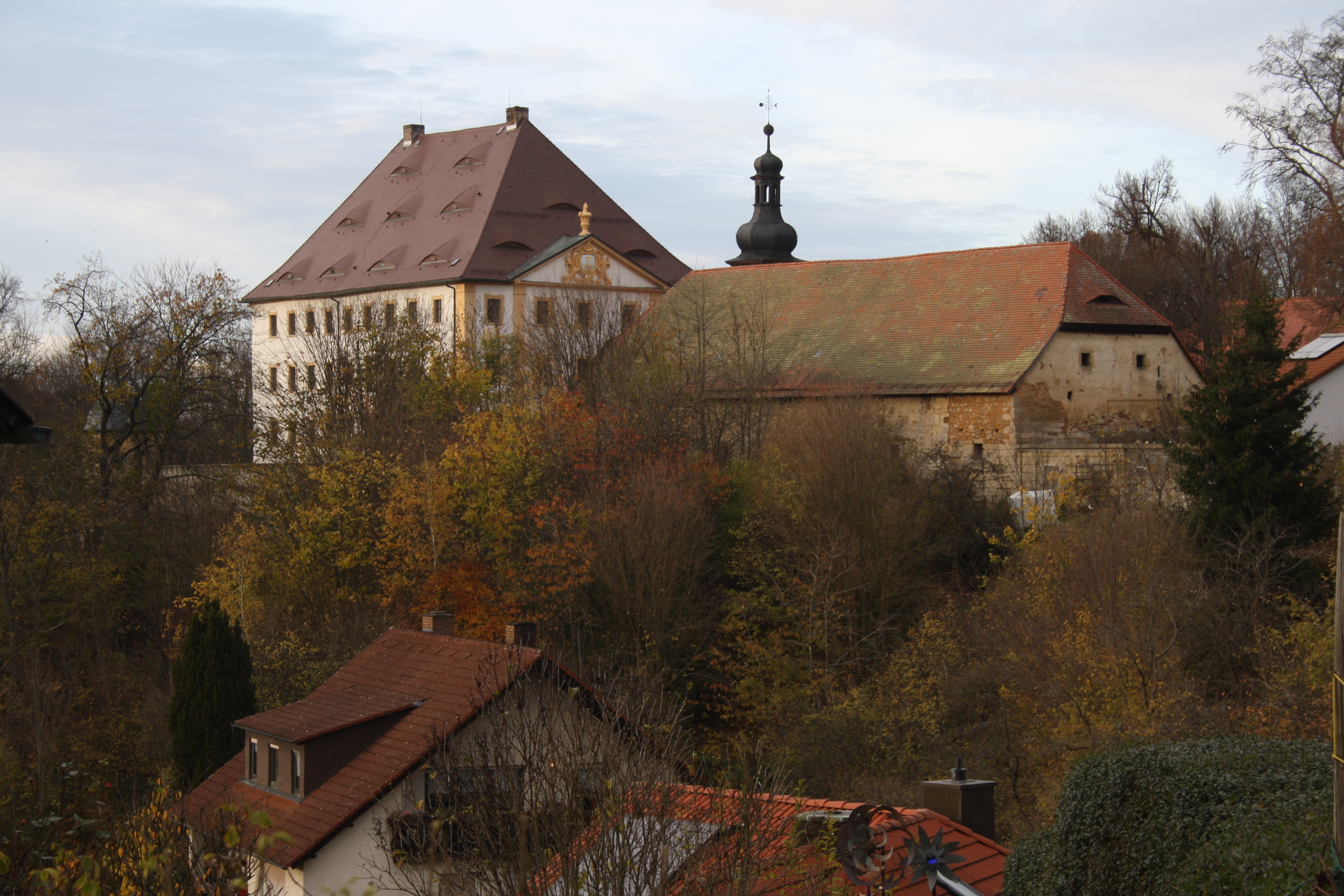
Schloss Trockau von Südosten (2022)

## Vereine
- Freiwillige Feuerwehr Markt Trockau
- St. Thomas Chor Trockau
- Feuerwehrkapelle Trockau
- Obst- und Gartenbauverein
- SG Trockau
- FC-Bayern-Fanclub „Beckn Eck“
- KAB Ortsverband Trockau

## Verkehr
Trockau liegt direkt an der Bundesautobahn 9 (München-Berlin), einer der am stärksten befahrenen Autobahnen in Europa. Im Rahmen der Erweiterung auf sechs Fahrstreifen wurde die Autobahn, die vorher sehr nahe am Ort vorbeigeführt hatte, begradigt und nach Osten verschwenkt. Die dafür nötige  Talbrücke Trockau wurde 2002 dem Verkehr übergeben.

## Religion
Die Bevölkerung Trockaus ist überwiegend katholisch.